# Mirko Puzović
Mirko Puzović (ur. 24 kwietnia 1956 w Kragujevacu) – jugosłowiański bokser kategorii lekkopółśredniej.

## Igrzyska olimpijskie
W 1984 roku na letnich igrzyskach olimpijskich w Los Angeles zdobył brązowy medal.

## Mistrzostwa świata
W 1982 roku w Monachium i w 1986 roku w Reno zdobył brązowe medale.